# Andraé Crouch
Pour les articles homonymes, voir Crouch.
Andraé Crouch, né le 1er juillet 1942 et mort le 8 janvier 2015, est un chanteur, compositeur, auteur, arrangeur, musicien et réalisateur artistique de gospel évangélique, ainsi que pasteur chrétien pentecôtiste américain.

## Biographie

### Jeunes années
Andraé Edward Crouch est né à San Francisco (Californie), où ses parents tenaient une blanchisserie. Son père, Benjamin Crouch, avait, en plus de son métier, la vocation de prêcheur de rue, à ce titre il exerçait son ministère dans les hôpitaux et les prisons. À l'âge de 11 ans, Crouch est invité par son père à donner une prédication à l'Église que ses parents ont fondée, la Christ Memorial Church of God in Christ à Pacoima, en banlieue de Los Angeles,.

### Carrière
Après la mort de son père en 1993, Crouch et sa sœur sont devenus pasteurs principaux à l'Église de Pacoima.

## Discographie

### Andraé Crouch & The Disciples
- 1969: Take the Message Everywhere (Light)
- 1971: Keep on Singin' (Light)
- 1972: Soulfully (Light)
- 1973: Live at Carnegie Hall (Light)
- 1975: Take Me Back (Light)
- 1976: This Is Another Day (Light)
- 1978: Live in London (Light)

### Enregistrements en solo
- 1973: Just Andrae (Light)
- 1979: I'll Be Thinking of You (Light)
- 1981: Don't Give Up (Warner Bros.)
- 1982: Finally (Light)
- 1984: No Time to Lose (Light)
- 1986: Autograph (Light)
- 1994: Mercy (Qwest)
- 1997: Pray (Qwest)
- 1998: Gift of Christmas (Qwest)
- 2006: Mighty Wind (Verity)
- 2011: The Journey (Riverphlo Entertainment)

### Autres enregistrement
Crouch a travaillé plus tard comme producteur ou arrangeur avec des artistes tels Michael Jackson, Madonna, Quincy Jones, Mika (We Are Golden), Diana Ross, Elton John, Rick Astley (Cry For Help) ou Prefab Sprout. Crouch a coécrit la chanson phare des CeCe Winans sur leur album, plusieurs fois récompé, Throne Room en 2003.

## Source
- (en) Cet article est partiellement ou en totalité issu de l’article de Wikipédia en anglais intitulé « Andraé Crouch » (voir la liste des auteurs).